# Pyrrocoma carthamoides
Pyrrocoma carthamoides là một loài thực vật có hoa trong họ Cúc. Loài này được Hook. miêu tả khoa học đầu tiên năm 1833.